# La Demoiselle et le Violoncelliste
La Demoiselle et le Violoncelliste ist ein französischer animierter Kurzfilm von Jean-François Laguionie aus dem Jahr 1965.

## Handlung
Ein Violoncellist kommt zur Küste, um dort Cello zu spielen. Unweit des Strandes steht eine Frau im Wasser und fischt mit einem Kescher. Während der Mann spielt, wird die See rauer und starker Wind kommt auf. Die Frau wird auf das Meer hinausgetragen. Der Mann packt sein Cello, steigt in ein Ruderboot und will der Frau zu Hilfe eilen, doch kentert sein Boot. Wenig später finden sich Mann und Frau am Meeresboden wieder. Er spielt für sie, doch wird sie von einer überdimensionalen Krabbe entführt. Der Mann geht ihr hinterher und wird von einem Narwal angegriffen, der sein Cello aufspießt und später die Krabbe durchbohrt. Zwischen Wal und Krabbe kommt es zum Kampf und der Mann und die Frau können entkommen. Das Cello wird an Land gespült. Als Mann und Frau das Meer verlassen wollen, sehen sie am Strand zahlreiche Personen, die baden oder angeln. Der Anblick des Paares lässt die Menschen erstarren. Mann und Frau gehen zurück ins Meer und eilen später an einer menschenleeren Stelle aus dem Wasser.

## Produktion
La Demoiselle et le Violoncelliste wurde in Cut-out-Animation umgesetzt. Musikalische Basis des Films bildet Édouard Lalos Stück Violoncellokonzert d-Moll. Der Film erlebte am 2. Juni 1965 auf dem Festival d’Animation Annecy seine Premiere. Es war der erste Kurzfilm, den Laguionie als Regisseur realisierte.

## Auszeichnungen
La Demoiselle et le Violoncelliste gewann 1962 den Grand Prix (später Cristal d’Annecy) des Festival d’Animation Annecy.